# پل بنت (قایقران روئینگ)
پل بنت (انگلیسی: Paul Bennett؛ زادهٔ ۱۶ دسامبر ۱۹۸۸) قایقران روئینگ اهل بریتانیا است.
وی در مسابقات کشوری و بین‌المللی در مجموع برندهٔ ۳ مدال طلا، ۱ مدال نقره شده‌است.